# Philipp Gunkel
Philipp Gunkel (* 11. Juli 1988 in Friedrichroda) ist ein deutscher Eishockeyspieler, der zuletzt bei den Eispiraten Crimmitschau in der DEL2 spielte.

## Karriere
Philipp Gunkel begann seine Karriere beim ESC Erfurt, kam aber frühzeitig zum ETC Crimmitschau, bei denen er weitere Jugendabteilungen durchlief und 2004 mit den ETC Jungpiraten Jugendvizemeister sowie 2006 Deutscher Juniorenvizemeister wurde. In der Saison 2006/07 kam er erstmals zum Einsatz in der Profimannschaft und konnte sich dort als Stammspieler etablieren. Zur Spielzeit 2008/09 war er außerdem mit einer Förderlizenz beim Kooperationspartner Kassel Huskies ausgestattet und stand in der DEL-Mannschaft drei Mal im Aufgebot.
Vor der Spielzeit 2010/11 wechselte Gunkel zum Ligakonkurrenten Hannover Indians. Nach zwei Jahren in der niedersächsischen Hauptstadt kehrte er zu Beginn der Spielzeit 2012/13 zu den Eispiraten Crimmitschau zurück, wo er zunächst einen Probevertrag bis Ende November erhielt. Dieser wurde aufgrund der guten Leistungen bis Saisonende verlängert.

## Karrierestatistik
(Legende zur Spielerstatistik: Sp oder GP = absolvierte Spiele; T oder G = erzielte Tore; V oder A = erzielte Assists; Pkt oder Pts = erzielte Scorerpunkte; SM oder PIM = erhaltene Strafminuten; +/− = Plus/Minus-Bilanz; PP = erzielte Überzahltore; SH = erzielte Unterzahltore; GW = erzielte Siegtore; 1 Play-downs/Relegation; Kursiv: Statistik nicht vollständig)

## Erfolge
- Deutscher Jugendvizemeister 2003/04
- Deutscher Juniorenvizemeister 2005/06